# Стрелочный электропривод

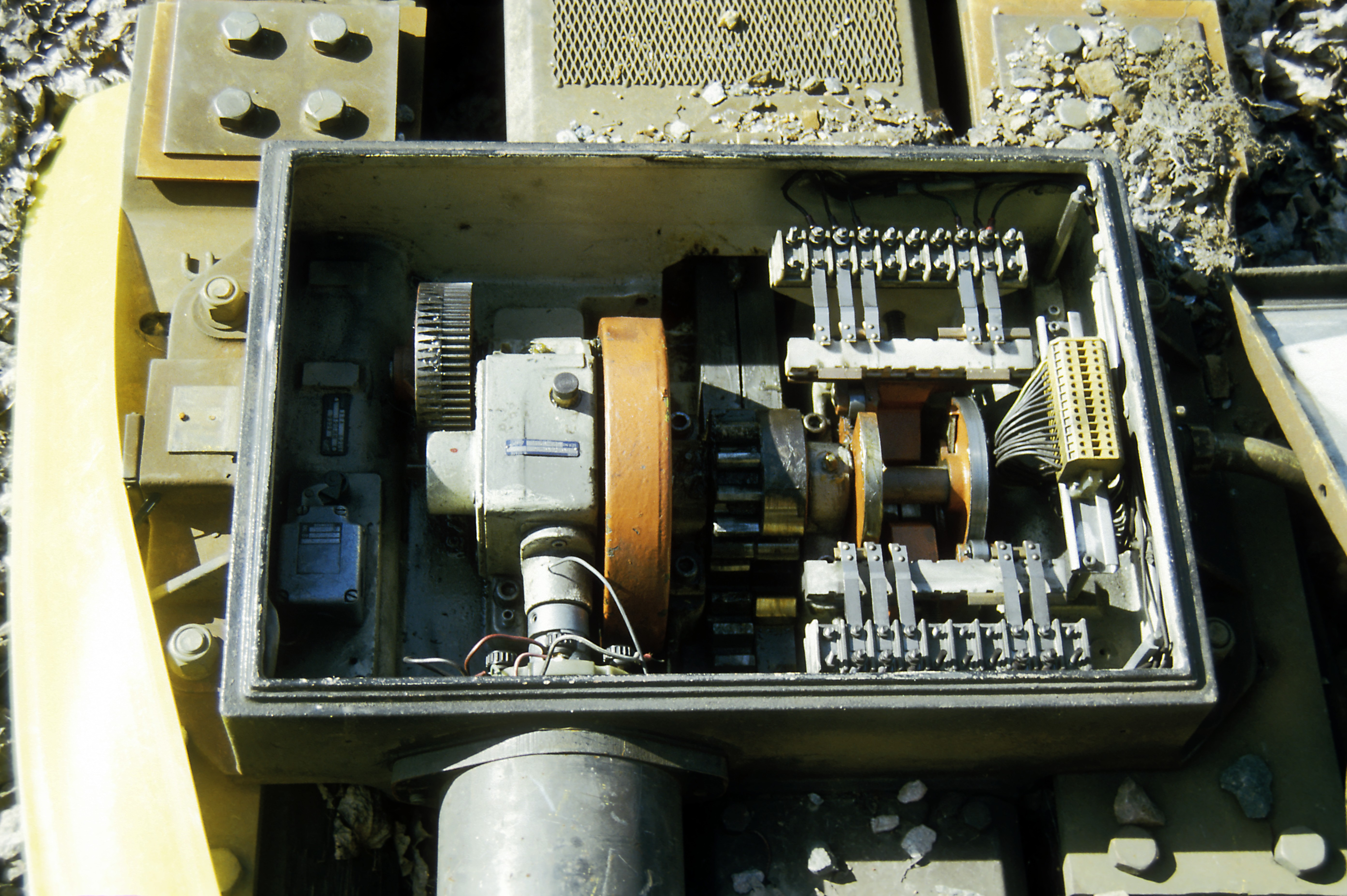
Электропривод стрелочного перевода. Германия

Стрелочный электропривод — электромеханический переводной механизм, применяемый на железнодорожном транспорте при электрической, диспетчерской и горочной централизациях. Предназначен для перемещения остряков стрелочного перевода из одного положения в другое, запирания остряков в крайнем положении, непрерывного получения контроля фактического положения стрелки.
Установка электропривода производится на специальную гарнитуру с правой или левой стороны стрелочного перевода.
На железнодорожном транспорте применяются следующие виды электроприводов:
- СП-6М
- СПГБ-4М
- ВСП-150
- СП-12У